# Carlson Motor Vehicle Company
Carlson Motor Vehicle Company war ein US-amerikanischer Hersteller von Kraftfahrzeugen.

## Unternehmensgeschichte
Charles A. Carlson hatte Verbindungen zur Winton Motor Car Company. Er gründete im Sommer 1903 eine Autowerkstatt und im Januar 1904 die Carlson Motor Vehicle Company in Brooklyn im US-Bundesstaat New York. Noch 1904 begann die Produktion von Personenkraftwagen und Nutzfahrzeugen. Der Markenname lautete Carlson. 1904 endete die Pkw- und 1910 die Lkw-Produktion.

## Fahrzeuge
Das einzige Pkw-Modell hatte einen Vierzylinder-Viertaktmotor mit 20 PS Leistung. Das Fahrgestell hatte 229 cm Radstand. Einzige bekannte Karosserieform war ein offener Runabout
Die Nutzfahrzeuge hatten zumindest 1904 ebenfalls 229 cm Radstand.